# Лепрей (мифология)
Лепрей (др.-греч. Λέπρεος) — сын Кавкона и Астидамии, основавший город Лепрей. По другой версии, сам Кавкон был сыном Астидамии от Посейдона. По третьей версии, Лепрей был сыном Пиргея. Был дурным человеком, пелопоннесские кавконы не могли вынести его власти и удалились в Ликию.
Лепрей посоветовал царю Авгию надеть на Геракла кандалы, если тот будет просить плату за чистку конюшен. Узнав, что Геракл уже идет к городу, Астидамия заставила Лепрея принять героя как можно радушнее и просить его о прощении. Простить Геракл простил, но вызвал Лепрея на соревнование в троеборье: метание диска, питье воды ведрами и поедание быка. Хотя Геракл победил в метании диска и питье воды, Лепрею удалось покончить с быком раньше, чем Гераклу. (По другой версии Геракл победил во всех соревнованиях.) Довольный таким успехом, Лепрей вызвал Геракла на поединок и тут же был поражен его дубиной насмерть. Могила Лепрея предположительно находилась в Фигалии.